# 江盜
江盜，亦稱為江賊，為出沒於中國長江一帶之盜匪。三國時期，孫吳知名將領甘寧、蔣欽、周泰等人即為江盜出身。

## 史載
- 清朝·邵長蘅《青門剩稿》：「有江盜百艘」